# Pulizia a ultrasuoni

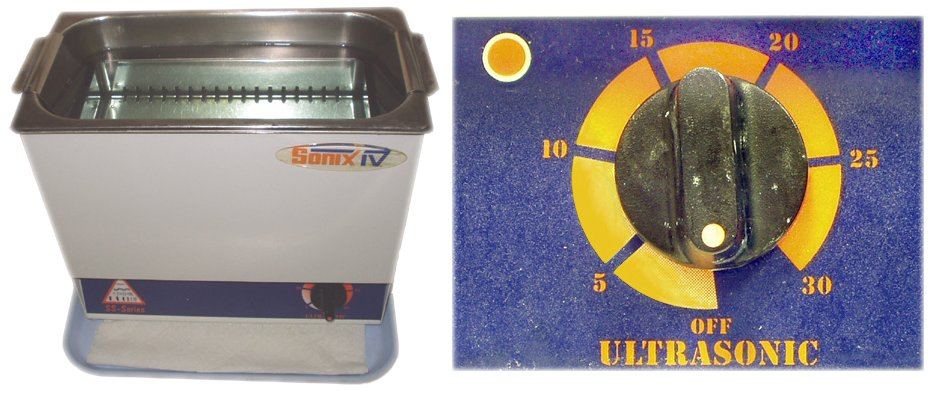
Pulitore a ultrasuoni che mostra il cestino rimovibile in posizione, e un primo piano della luce e del temporizzatore

La pulizia a ultrasuoni è un processo che usa gli ultrasuoni (solitamente da 20–40 kHz) per agitare un fluido. Gli ultrasuoni possono essere usati solo con acqua, ma l'uso di un solvente appropriato per l'articolo da pulire e per il tipo di sporco presente aumenta l'effetto. La pulizia normalmente dura da tre a sei minuti, ma può anche superare i 20 minuti, secondo l'oggetto da pulire.
I pulitori a ultrasuoni si usano per pulire molti diversi tipi di oggetti, tra cui gioielli, lenti e altre parti ottiche, orologi da polso, strumenti odontoiatrici e chirurgici, attrezzi, monete, penne stilografiche, bastoni da golf, mulinelli da pesca, avvolgibili per finestre, armi da fuoco, iniettori di carburante per auto, strumenti musicali, dischi in vinile, parti industriali e attrezzature elettroniche. Si usano in molti laboratori di gioielleria, aziende di orologeria e laboratori di riparazioni elettroniche.

## Storia
I meccanismi superficiali della pulizia a ultrasuoni sono ben compresi, con molte opere dedicate a questa scienza da quando le prime attrezzature commerciali per la pulizia a ultrasuoni apparvero negli anni 1950 ed entrarono nell'uso come elettrodomestici relativamente poco costosi intorno al 1970. La pulizia a ultrasuoni si usa industrialmente da decenni, particolarmente per pulire piccole parti complesse, e per accelerare i processi di trattamento superficiale.

## Caratteristiche del processo
La pulizia a ultrasuoni usa le bolle di cavitazione indotte da onde (sonore) di pressione ad alta frequenza per agitare un liquido. L'agitazione produce forze elevate sui contaminanti che aderiscono a substrati come metalli, plastiche, vetro, gomma e ceramiche. Questa azione penetra anche nei fori ciechi, nelle fessure e nelle rientranze. L'intenzione è di rimuovere totalmente tutte le tracce di contaminazione che aderiscono o si incastrano tenacemente sulle superfici solide. Si possono usare acqua o solventi, secondo il tipo di contaminazione e il pezzo da lavorare. I contaminanti possono includere polvere, sporco, olio, pigmenti, ruggine, grasso, alghe, funghi, batteri, calcare, composti lucidanti, agenti fondenti, impronte digitali, cera di fuliggine e agenti di distacco, escrezioni biologiche come il sangue, e così via. La pulizia a ultrasuoni può essere usata per una vasta gamma di forme, dimensioni e materiali del pezzo, e può non richiedere che la parte sia smontata prima della pulizia.
Gli oggetti non devono essere lasciati appoggiati sul fondo del dispositivo durante il processo di pulizia, poiché questo impedirà la cavitazione sulla parte dell'oggetto non a contatto con il solvente.

## Progettazione e principio di funzionamento
In un pulitore a ultrasuoni, l'oggetto da pulire viene posto in una camera contenente una soluzione adatta (in un solvente acquoso od organico, a seconda dell'applicazione). In detergenti acquosi, i tensioattivi (ad esempio il detersivo per bucato) vengono spesso aggiunti per consentire la dissoluzione di composti non polari come oli e grassi. Un trasduttore che genera ultrasuoni incorporato nella camera, o calato nel fluido, produce onde ultrasoniche nel fluido modificando le dimensioni in accordo con un segnale elettrico che oscilla a frequenza ultrasonica. Questo crea onde di compressione nel liquido del serbatoio che "lacerano" il liquido, lasciando dietro di sé molti milioni di microscopici "vuoti" / "bolle di vuoto parziale" (cavitazione). Queste bolle collassano con un'enorme energia; si raggiungono temperature e pressioni dell'ordine di 5.000 K e di 135 MPa; tuttavia, sono così piccoli che non fanno altro che pulire e rimuovere lo sporco superficiale e i contaminanti. Più alta è la frequenza, più piccoli sono i nodi tra i punti di cavitazione, il che consente la pulizia di dettagli più complessi.
I trasduttori sono in genere piezoelettrici (ad esempio realizzati con piombo-zirconato di titanio (PZT), titanato di bario, ecc.), ma possono anche essere magnetostrittivi. Le sostanze chimiche spesso dure utilizzate come detergenti in molte industrie non sono necessarie, o sono utilizzate in concentrazioni molto più basse, con l'agitazione ultrasonica. Gli ultrasuoni vengono utilizzati per la pulizia industriale e anche in molte tecniche mediche e odontoiatriche e processi industriali.

## Soluzione detergente
L'attività ultrasonica (cavitazione) aiuta la soluzione a fare il suo lavoro; normalmente la semplice acqua non sarebbe efficace. La soluzione detergente contiene ingredienti progettati per rendere più efficace la pulizia a ultrasuoni. Ad esempio, la riduzione della tensione superficiale aumenta i livelli di cavitazione, quindi la soluzione contiene un buon agente bagnante (tensioattivo). Le soluzioni detergenti acquose contengono detergenti, agenti bagnanti e altri componenti e hanno una notevole influenza sul processo di pulizia. La corretta composizione della soluzione dipende molto dall'oggetto che viene pulito. Le soluzioni sono per lo più utilizzate a caldo, a circa 50-65 °C (122-149 °F), tuttavia, nelle applicazioni mediche è generalmente accettato che la pulizia dovrebbe essere a temperature al di sotto di 45 °C (113 °F) per prevenire la coagulazione delle proteine.
Le soluzioni a base d'acqua sono più limitate nella loro capacità di rimuovere i contaminanti mediante l'azione chimica da sola delle soluzioni solventi; ad es. per parti delicate ricoperte di grasso denso. Lo sforzo richiesto per progettare un efficace sistema di pulizia acquoso per uno scopo particolare è molto maggiore rispetto a un sistema con solventi.
Alcune macchine (che non sono eccessivamente grandi) sono integrate con macchine di sgrassaggio a vapore che utilizzano fluidi per la pulizia di idrocarburi: tre serbatoi vengono utilizzati a cascata. Il serbatoio inferiore contenente il liquido sporco viene riscaldato facendo evaporare il fluido. Nella parte superiore della macchina c'è una bobina di refrigerazione. Il fluido si condensa sulla bobina e cade nel serbatoio superiore. Il serbatoio superiore alla fine trabocca e il liquido pulito scorre nel serbatoio di lavoro dove ha luogo la pulizia. Il prezzo di acquisto è superiore a quello di macchine più semplici, ma tali macchine sono economiche nel lungo periodo. Lo stesso fluido può essere riutilizzato più volte, riducendo al minimo lo spreco e l'inquinamento.

## Usi
La maggior parte dei materiali duri, non assorbenti (metalli, plastiche, ecc.) non attaccati chimicamente dal fluido detergente sono adatti per la pulizia a ultrasuoni. I materiali ideali per la pulizia ad ultrasuoni includono piccoli componenti elettronici, cavi, aste, cavi e articoli complessi, nonché oggetti in vetro, plastica, alluminio o ceramica.
La pulizia a ultrasuoni non sterilizza gli oggetti da pulire, poiché spore e virus rimarranno sugli oggetti dopo la pulizia. Nelle applicazioni mediche, la sterilizzazione normalmente segue la pulizia ad ultrasuoni come passaggio separato.
I pulitori a ultrasuoni industriali sono utilizzati nei settori automobilistico, sportivo, tipografico, marittimo, medico, farmaceutico, elettrolitico, dei componenti delle unità disco, ingegneristico e delle armi.
La pulizia ad ultrasuoni viene utilizzata per rimuovere la contaminazione da attrezzature per processi industriali come tubi e scambiatori di calore.

## Limitazioni
La pulizia ad ultrasuoni è ampiamente utilizzata per rimuovere residui di flussante usato per le saldature dei circuiti stampati. Tuttavia, alcuni componenti elettronici, in particolare dispositivi MEMS come giroscopi, accelerometri e microfoni possono essere danneggiati o distrutti dalle vibrazioni ad alta intensità a cui sono soggetti durante la pulizia. I buzzer piezoelettrici possono funzionare all'inverso e produrre tensione, il che può rappresentare un pericolo per i loro circuiti di pilotaggio.

## Sicurezza
Si raccomanda di evitare l'uso di soluzioni di pulizia infiammabili perché i pulitori ad ultrasuoni aumentano la temperatura anche quando non sono dotati di un riscaldatore. Quando l'unità è in funzione, inserire la mano nella soluzione potrebbe causare bruciature a causa della temperatura; possono anche manifestarsi fastidio e irritazione della pelle.